# Motim 1-2-3
O Motim 12-3 foi um motim popular levantado pelos residentes chineses no dia 3 de Dezembro de 1966 para protestar contra o Governo de Macau. Este acontecimento foi uma das maiores jogadas políticas entre o Governo de Macau, os movimentos locais da esquerda e o Governo Central da República Popular da China (RPC). Este motim fez enfraquecer a soberania portuguesa sobre Macau e quase pôs fim à administração portuguesa. 
A versão depois mencionada do "incidente" é uma das mais aceites, embora existam outras versões e relatos sobre este célebre motim.

## Antecedentes
Em 1966, os residentes chineses tentaram obter uma licença para a construção de uma escola privada na ilha da Taipa. Os residentes, na impossibilidade de obter uma licença de construção, começaram, ilegalmente, a edificação da escola. No dia 15 de Novembro de 1966, a polícia da Taipa utilizou formas violentas de prender os responsáveis da escola, os operários de construção, os residentes chineses aí presentes e os jornalistas. Depois deste acontecimento, a imprensa chinesa e associações pró-comunistas começaram a atacar em força o Governo, não permitindo que o "incidente" da Taipa fosse esquecido. 
Foi-se crescendo a contestação e o sentimento de revolta dentro da comunidade chinesa, influenciada profundamente pela Revolução Cultural de Mao Tsé-Tung. No dia 30 de Novembro, grupos representativos de operários, de professores e de senhoras democráticas, fizeram protestos em frente ao Palácio do Governador.
A situação agravou-se quando, no dia 2 de Dezembro, a Rádio Pequim anunciou que as autoridades portuguesas de Macau tinham praticado “uma agressão premeditada de tipo fascista” (o "incidente" da Taipa). Isto simbolizava que os protestos em Macau recebiam, pela primeira vez, a bênção das autoridades da República Popular da China (RPC).

## O Motim
No dia 3 de Dezembro, a situação agravou-se ainda mais devido à entrada forçada de um grupo pró-comunista de radicais no local de trabalho do Governador. Durante o caminho, estes chineses pronunciaram frases maoistas e canções revolucionárias. Eles foram expulsos pela polícia, mas logo vieram juntar a este grupo de manifestantes um grande número de chineses descontentes, incluindo estudantes e professores. 
Nesse mesmo dia, eles fizeram um grande motim na Cidade, deitando abaixo a estátua do Coronel Vicente Nicolau de Mesquita, que se localizava no Largo do Senado (o centro da Cidade), e incendiando preciosos documentos dos Arquivos do Leal Senado e da Santa Casa da Misericórdia. As leis marciais foram declaradas pelo Governo e os soldados portugueses foram mobilizados para controlar a situação caótica. Nestes protestos, houve 11 mortos e cerca de 200 feridos. O incidente é vulgarmente chamado de Motim de "12-3", referindo-se ao dia que ocorreu o motim popular.

## Consequências
Após o motim ser controlado pelos soldados, a tensão em Macau não desvaneceu, mas piorou ainda mais, embora não havendo mais manifestações. Algumas famílias portuguesas, amedrontadas, começaram a preparar-se para abandonar a Cidade e emigrar para Portugal ou para Hong-Kong. 
No dia 11 de Dezembro, uma delegação representativa da população chinesa de Macau, liderada por Leong Pui, um radical e presidente da Associação Geral dos Operários de Macau, apresentou mais uma vez ao Governo as exigências propostas pela comunidade chinesa. Quando o Governador de Macau daquela altura, o brigadeiro José Manuel de Sousa e Faro Nobre de Carvalho, finalmente concordou em ceder e aceitar as exigências chinesas, a delegação representativa mostrou-se incompetente para receber a cedência visto que as exigências apresentadas por ela foram perfiladas pela Repartição dos Negócios Estrangeiros da Província de Cantão. Isto quer dizer que, a partir daí, as autoridades de Macau tinham que negociar com esse departamento governamental chinês. Perante este clima de tensão, o Governo de Macau chegou a considerar mesmo a possibilidade de abandonar Macau e entregá-la simplesmente à República Popular da China.
O Governo Comunista Chinês, apesar de ter uma ideologia contrária à do Estado Novo Português, tentou assegurar a presença portuguesa em Macau, impendido inclusivamente uma invasão dos guardas vermelhos da RPC a Macau, porque, antes da modernização e da abertura da República Popular da China (começada em 1978), este pequeno enclave português, juntamente com Hong-Kong, eram os dois únicos portos de entrada de divisas estrangeiras e de remessas dos emigrantes chineses, de produtos que não podiam entrar directamente na China, de exportação de produtos chineses para o Ocidente e de efectuação de contactos informais com as outras potências. 
Por estas razões, as autoridades da RPC não impuseram, durante as negociações, exigências que poderiam pôr fim à administração portuguesa. Estas negociações eram efectuadas por meio de delegações e intermediários diplomáticos (entre os quais o Comendador Ho Yin), visto que Portugal e a RPC não mantinham relações diplomáticas oficiais.
Enquanto que estas negociações difíceis estavam a decorrer, a comunidade chinesa, impaciente, adoptou a política dos 3 Nãos, no dia 16 de Janeiro de 1967:
- não entregar impostos;
- não prestar serviços ao Governo, incluindo o abastecimento de água e electricidade;
- não vender produtos aos portugueses e aos funcionários públicos de nacionalidade portuguesa.

Com esta política, acentuou-se ainda mais a pressão ao Governo de Macau, que também recebia pressão do Governo central de Lisboa e das delegações diplomáticas encarregadas das negociações.  
As autoridades de Macau e da República Popular da China chegaram finalmente a acordo no dia 29 de Janeiro de 1967, culminando com o pedido de desculpas feito pelo Governo de Macau para a comunidade chinesa. Este acordo fez também com que Portugal renunciasse a sua ocupação perpétua sobre Macau  e reconhecesse o poder e o controlo de facto dos chineses sobre Macau, marcando o princípio do fim do período colonial desta cidade. Este acordo proibiu também o Governo de Macau de dar apoio e asilo político aos nacionalistas do Kuomintang. Com este motim, as autoridades da República Popular da China mostraram à administração portuguesa que a sua sobrevivência e presença em Macau dependia da vontade e dos interesses da RPC. Na sequência destes acontecimentos, a autoridade e influência da elite chinesa pró-Pequim, liderada por Ho Yin, foi mais uma vez reconhecida pelo Governo português de Macau.
Uma explicação também plausível, apresentada por João Guedes, é que o motim e a confusão associada foram causadas principalmente pela perda temporária do controlo de Ho Yin sobre a comunidade chinesa de Macau. Mas, a situação começou a estabilizar-se graças à reconsolidação do poder de Ho Yin.
Após estas sequências de acontecimentos, os chineses, satisfeitos pelo acordo assinado, nunca mais levantaram nenhum motim e Macau passou a viver um período de relativa calma e de coexistência entre a comunidade portuguesa, macaense e chinesa.